# Lars Lindorm
Lars Hansson Lindorm (* 1630 in Stockholm, Schweden; † 1656 in Polen-Litauen) war ein schwedischer Militär und Stadtkommandant von Krakau während der Schwedischen Sintflut 1655–1656.

## Leben
Er studierte in Uppsala und schloss sich 1648 den schwedischen Truppen in Böhmen an. Bis 1654 stieg er zum Major der Kavallerie und 1655 zum Oberleutnant auf. Er nahm 1655 an der schwedischen Invasion in Polen-Litauen teil und wurde im gleichen Jahr Stadtkommandant von Krakau, nachdem die Stadt an die Schweden gefallen war. Er starb im Jahr darauf während der Besetzung Polens.